# ヴィンセント・カーター
ヴィンセント・ミカエル・カーター(英語: Vincent Michael Carter, 1891年11月6日 - 1972年12月30日)は、アメリカ合衆国・ペンシルバニア州出身の政治家。ワイオミング州選出のアメリカ合衆国下院議員(通算3期)。共和党員。

## 経歴・人物
1891年、ペンシルバニア州セントクレアに生まれたカーターは、1893年に両親とともに同州ポッツビルに引っ越した。地元の公立学校を卒業後、合衆国海軍兵学校準備学校、フォーダム大学で勉強を続け、1915年にワシントンD.C.のアメリカ・カトリック大学のコロンバス法科大学院を卒業した。
第一次世界大戦中はアメリカ合衆国海兵隊第8連隊第3旅団の中尉として従軍し、1919年から1921年までワイオミング陸軍国家警備隊の大尉を務めた。
1919年に弁護士資格を取得し、ワイオミング州キャスパーで弁護士活動を開始した。1919年から1923年までワイオミング州の副検事総長、1923年から1929年まで州の監査人を務めた。
1928年選挙で共和党現職のチャールズ・ウィンター下院議員が上院への鞍替え立候補を表明。カーターは共和党から下院議員選挙に立候補し、当選を果たした。一方のウィンターは上院議員選挙に落選し、議員職を離れた。以降3期連続当選を果たし、6年の任期を務めた。1934年選挙でカーターは上院議員への鞍替え立候補を表明し落選した。以後、議員職を離れ、シャイアンで弁護士としての活動を再開し、1965年に引退した。1972年12月30日、ニューメキシコ州・アルバカーキで死亡した。